# Новохудяково
Новохудяко́во (рос. Новохудяково) — село у складі Біловського округу Кемеровської області, Росія.

## Населення
Населення — 147 осіб (2010; 253 у 2002).
Національний склад (станом на 2002 рік):
- росіяни — 98 %